# Pia Nielsen
Pia Nielsen es una deportista danesa que compitió en bádminton, en las modalidades de dobles y dobles mixto.
Ganó tres medallas en el Campeonato Mundial de Bádminton entre los años 1977 y 1983, y dos medallas en el Campeonato Europeo de Bádminton, plata en 1980 y bronce en 1978.

## Palmarés internacional
| Campeonato Mundial | Campeonato Mundial      | Campeonato Mundial | Campeonato Mundial |
| Año                | Lugar                   | Medalla            | Prueba             |
| ------------------ | ----------------------- | ------------------ | ------------------ |
| 1977               | Malmö (Suecia)          | Medalla de bronce  | Dobles             |
| 1980               | Yakarta (Indonesia)     | Medalla de bronce  | Dobles mixto       |
| 1983               | Copenhague (Dinamarca)  | Medalla de plata   | Dobles mixto       |
| Campeonato Europeo |                         |                    |                    |
| Año                | Lugar                   | Medalla            | Prueba             |
| 1978               | Preston (Reino Unido)   | Medalla de bronce  | Dobles             |
| 1980               | Groninga (Países Bajos) | Medalla de plata   | Dobles             |